# Al Jefferson
Al Ricardo Jefferson (* 4. Januar 1985 in Monticello, Mississippi) ist ein ehemaliger US-amerikanischer Basketballspieler, der 15 Jahre in der NBA spielte. Der 2,08 m große und etwa 120 kg schwere Sportler wurde auf der Position des Center eingesetzt.

## Karriere

### Frühe Jahre
Jefferson, der in Monticello, Mississippi geboren wurde, verbrachte seine Kindheit in Prentiss, Jefferson Davis County, einer kleinen Stadt mit knapp 1.500 Einwohnern. Da sein Vater bei einem Arbeitsunfall umkam, wuchs der junge Al Jefferson mit seiner Mutter und seiner Großmutter auf. Nach einem Wachstumsschub im Alter von 12 Jahren entdeckte Jefferson sein Talent und seine Motivation für Basketball. In der High School konnte er sich dank seiner körperlichen Überlegenheit schnell gegen seine Konkurrenz durchsetzen und zog die Aufmerksamkeit diverser Scouts auf sich. In seinem Senior-Jahr erzielte er im Schnitt 42,6 Punkte, 18 Rebounds un 7 Blocks pro Spiel. Ihm wurde ein Stipendium von der University of Arkansas angeboten, doch er zog es vor es direkt bei der NBA zu versuchen.

### Boston Celtics (2004–2007)
Im NBA Draft 2004 wurde Jefferson an 15. Stelle von den Boston Celtics gewählt und schaffte somit den Sprung in die NBA. Er wurde zunächst als Power Forward eingesetzt und erzielte in seinem ersten Jahr im Schnitt 6,7 Punkte und 4,4 Rebounds in 14,8 Minuten pro Partie. Für seine Leistungen wurde er in das NBA All-Rookie Second Team berufen. Seine zweite Saison wurde als Misserfolg angesehen, was hauptsächlich an einer Reihe von Knöchelverletzungen lag, die ihn stark in seiner Spielweise einschränkten.
Vor der NBA-Saison 2006/07 heuerte Jefferson einen Koch für sich an und nahm 15 Kilogramm Körpergewicht ab. Am 2. August 2006 unterzog er sich einer Operation am Knöchel, um für die kommende Saison ganz fit zu sein. Als sich Kendrick Perkins, der Center in der Startaufstellung der Celtics verletzte, bekam Jefferson mehr Spielzeit und wusste diese auch zu nutzen. In seinen ersten sieben Spielen in der Startaufstellung überzeugte er mit 16,3 Punkten und 11,1 Rebounds pro Partie. Er steuerte daraufhin in mehreren Spielen der Celtics über 20 Punkte bei und erzielte in einem Spiel am 3. März 2007 sogar 32 Punkte und 18 Rebounds. Die Celtics schafften jedoch den Einzug in Playoffs trotz guter Leistungen von Jefferson nicht.

### Minnesota Timberwolves (2007–2010)
Im folgenden Sommer wurde Big Al, so sein Spitzname, in einem riesigen Spielertausch, der um Kevin Garnett herum aufgebaut war, zu den Minnesota Timberwolves transferiert wo er sogleich eine Vertragsverlängerung über fünf Jahre im Gesamtwert von $65 Millionen unterzeichnete. Jefferson überzeugte dermaßen, dass er beinahe in das NBA All-Star Game berufen wurde. Er schafft mit einem Schnitt von 21 Punkten und 11,1 Rebounds pro Spiel sogleich seinen Durchbruch. Trotz guter Leistungen von Jefferson, konnten sich die Wolves nicht für die Playoffs qualifizieren.
In der NBA-Saison 2008/09 konnte Jefferson während der ersten 50 Spiele im Schnitt 23,1 Punkte, 11 Rebounds und 1,7 Blocks verzeichnen, doch dann zog er sich eine schwere Verletzung seines rechten Knies in einem Spiel gegen die New Orleans Hornets zu. Er musste den Rest der Saison aussetzen. In der folgenden Saison war Jefferson wieder einsatzbereit, jedoch nicht ganz so effektiv wie im Vorjahr. Er lieferte im Schnitt 17,1 Punkte und 9,3 Rebounds pro Partie ab, aber es reichte erneut nicht für den Einzug in die Playoffs.

### Utah Jazz (2010–2013)
Im Sommer 2010 wurde Al Jefferson im Tausch für Kosta Koufos und künftige Draftpicks zu den Utah Jazz getradet, bei denen er wegen des Weggangs von Carlos Boozer sofort einen Platz in der Startaufstellung sicher hatte. Nach 58 Spielen hatte er fast dieselben Statistiken wie in der Saison zuvor. Seine erste Saison mit den Jazz schloss er mit 18,6 Punkten, 9,7 Rebounds und 1,9 Blocks in 82 Spielen ab. In diesen Kategorien führte er die Jazz auch als Spitzenreiter an. Die Playoffs wurden jedoch knapp verpasst. Auch die kommenden beiden Spielzeiten führte Jefferson Utah in Punkten und Rebounds an. 2012 erreichte er mit Utah die Playoffs, jedoch schied man dort gegen die San Antonio Spurs aus.

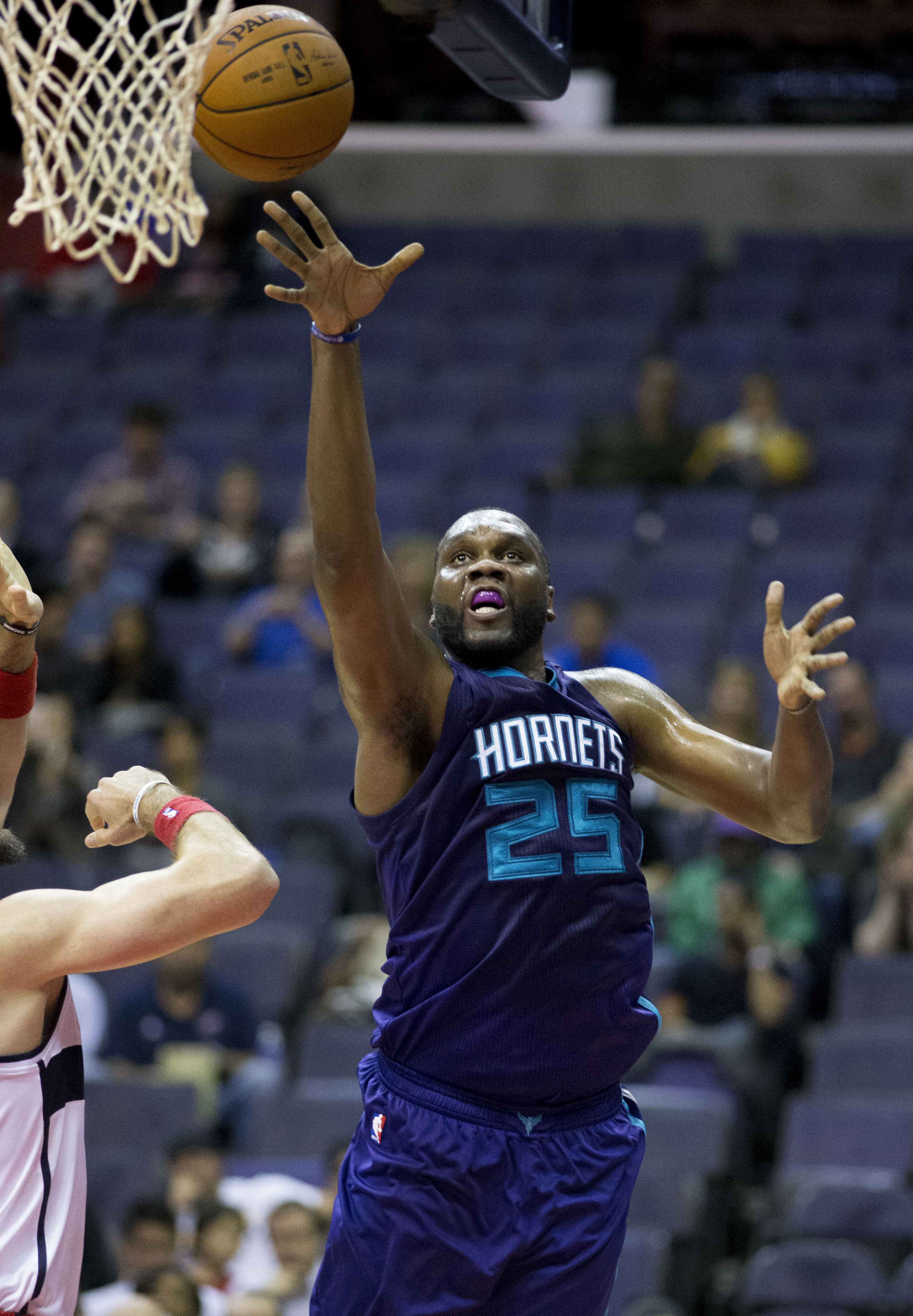
Al Jefferson (2014)

### Charlotte Bobcats/Hornets (2013–2016)
Nach Ablauf seines Vertrages in Utah wurde schnell bekannt, dass die Jazz nicht weiter mit Jefferson planen würden. Nachdem Jefferson sich einige Angebote angehört hatte, entschied er sich das Angebot der Charlotte Hornets anzunehmen. Beim Team von Michael Jordan erhielt er einen Vertrag bis 2017 mit einem Volumen von 41 Millionen US-Dollar. In seinem ersten Jahr erzielte er erstmals seit seiner Zeit bei den Timberwolves wieder mehr als 20 Punkte (21,8) und 10 Rebounds (10,8). Mit den Hornets erreichte er auch die Playoffs, schied jedoch in der ersten Runde gegen die Miami Heat aus. Im Dezember 2015 wurde Jefferson wegen eines Verstoßes gegen die Anti-Doping-Bestimmungen für fünf Spiele gesperrt. Jefferson musste aufgrund von Verletzungen über 30 Spiele in der Saison 2015/16 aussetzen und kam mit 12,0 Punkten und 6,4 Rebounds auf die schwächsten Werte seit seiner Zeit in Boston. Dennoch erreichten die Hornets die NBA-Playoffs, wo man erneut den Heat nach sieben Spielen in der ersten Runde unterlag.

### Indiana Pacers (2016–2018)
Im Sommer 2016 wechselte Jefferson zu den Indiana Pacers. Er unterschrieb bei den Pacers einen Dreijahresvertrag in Höhe von 30 Millionen US-Dollar. Jefferson spielte bei den Pacers jedoch eine untergeordnete Rolle und kam in den zwei Jahren über die Bankrolle nicht hinaus und verpasst verletzungsbedingt viele Spiele. So absolvierte er in der Saison 2017/18 nur 36 von möglichen 82 Saisonspielen. Am 2. Juli 2018 wurde er von den Pacers entlassen.

### China (Seit 2018)
Jefferson unterschrieb daraufhin einen Vertrag in China, bei den Xinjiang Flying Tigers. Im März 2019 verkündete Jefferson sein Karriereende.

## Erfolge und Auszeichnungen
- All-NBA Third Team: 2014
- NBA All-Rookie Second Team: 2005